# Jet (Ozeanographie)
In der Ozeanographie bezeichnet der Begriff Jet eine schmale, bandartige Strömung mit hoher horizontaler Geschwindigkeit, die typischerweise entlang von Fronten, Rändern von Wirbeln oder bestimmten topografischen Strukturen auftritt - z. B. Kontinentalabhängen, ozeanischen Rücken oder Schelfkanten. Jets gehören zur mesoskaligen bis submesoskaligen Dynamik des Ozeans und spielen eine wesentliche Rolle im horizontalen Transport von Masse, Energie und biogeochemischen Stoffen.

## Dynamische Merkmale
Ozeanische Jets weisen eine charakteristische Geometrie auf: Sie sind oft nur wenige Kilometer breit, können sich aber über mehrere hundert Kilometer erstrecken. Die Strömungsgeschwindigkeit innerhalb dieser Bänder ist deutlich höher als im umgebenden Wasser und kann mehrere Dezimeter pro Sekunde erreichen. Jets sind häufig instabil und können durch Scherung, barokline Instabilität oder Interaktion mit mesoskaligen Eddys entstehen. Dabei verlaufen sie meist horizontal in oberen Ozeanschichten, doch es existieren auch tiefere Jets entlang von Kontinentalabhängen oder ozeanischen Rücken.
Ein zentrales Beispiel sind Fronten-Jets, die sich entlang starker Dichte- oder Temperaturgradienten (sogenannten ozeanischen Fronten) bilden. In diesen Jets gibt es häufig intensive Querzirkulationen, die vertikale Strömungen und damit den Austausch zwischen oberflächennahen und tieferen Wasserschichten fördern.

## Funktion im Erdsystem
Jets wirken als dynamische Transportwege für Wärme, Salz, gelöste Gase, Nährstoffe und Plankton. Sie beeinflussen maßgeblich die Struktur von Fronten und Wirbeln und fördern submesoskalige Durchmischung sowie vertikale Austauschprozesse. Damit tragen sie zur biologischen Produktivität und zum biogeochemischen Gleichgewicht des Ozeans bei.
In numerischen Modellen und Beobachtungen zeigt sich, dass Jets insbesondere in oligotrophen (nährstoffarmen) Regionen entscheidend dazu beitragen, Nährstoffe in die euphotische Zone zu transportieren und dort kurzfristige, lokal begrenzte Phytoplanktonblüten auszulösen. Ihre Rolle in der vertikalen Kohlenstoffpumpe wird derzeit intensiv erforscht.

## Beispiel: Iceland–Faroe Slope Jet (IFSJ)

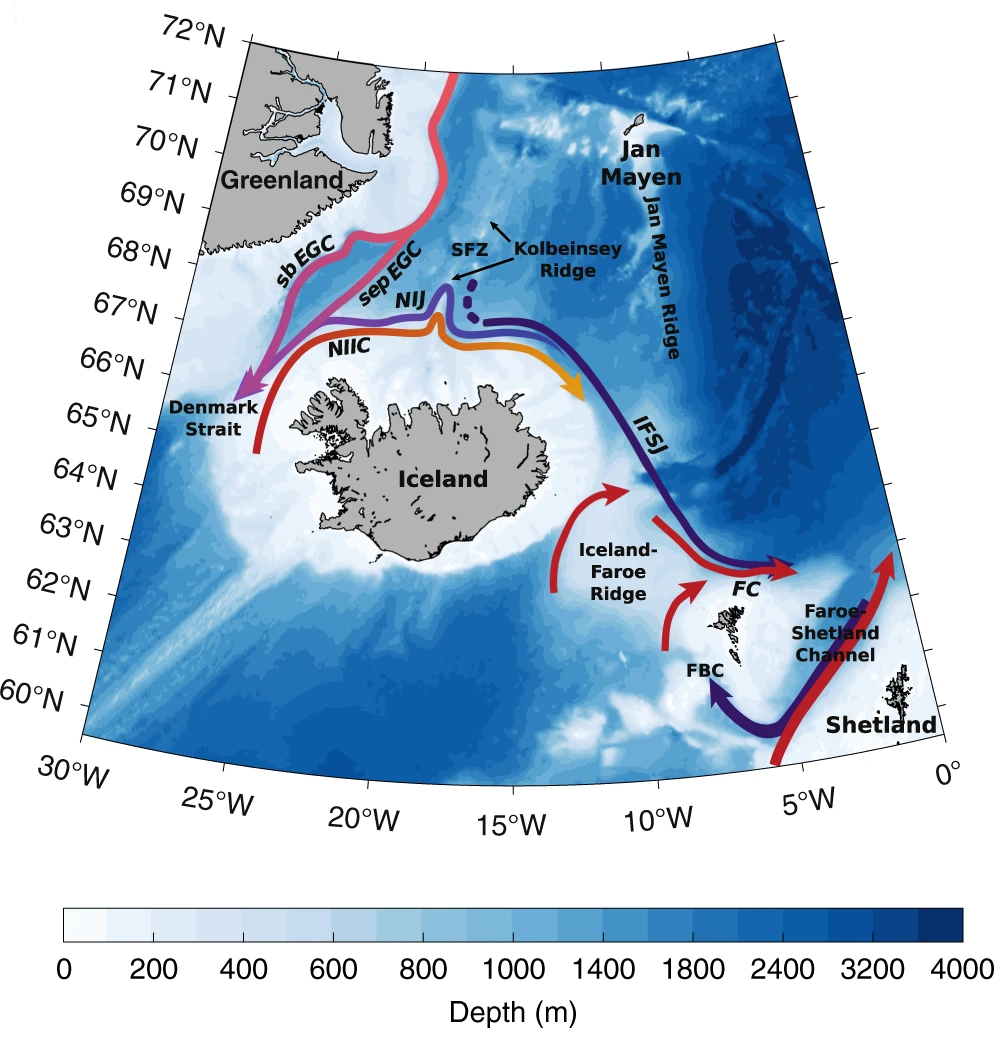
FC, Färöerstrom; NIIC, Nordisländischer Irmingerstrom; sb EGC, Schelfbruch-Ostgrönlandstrom; sep EGC, sep. Ostgrönlandstrom; NIJ, Nordisländischer Jet; IFSJ, Island-Färöer-Slope Jet; FBC, Färöer-Bank-Kanal; SFZ, Spar Fracture Zone.

Ein besonders eindrucksvolles Beispiel für einen topografisch geführten ozeanischen Jet ist der Iceland–Faroe Slope Jet (IFSJ), der erst im Jahr 2020 wissenschaftlich beschrieben wurde. Dieser schmale, südwärts gerichtete Strom verläuft entlang des Kontinentalhangs zwischen Island und den Färöerinseln und transportiert kaltes, salzreiches Zwischenwasser als Teil der nordatlantischen Umwälzzirkulation. Der IFSJ ist typischerweise 12 bis 30 km breit und befindet sich in Tiefen zwischen 400 und 800 Metern. Seine Entdeckung belegt die Bedeutung feiner topografischer Strukturen für die ozeanische Strömungsdynamik und zeigt, dass selbst gut erforschte Regionen des Nordatlantiks bislang unbekannte Transportwege enthalten können. Als Bestandteil der Atlantic Meridional Overturning Circulation (AMOC) spielt der IFSJ auch im Zusammenhang mit dem Klimawandel eine wichtige Rolle, da er den Austausch von Kälte und Salz zwischen hohen und mittleren Breiten beeinflusst.

## Jets und Filamente
Obwohl Jets und Filamente häufig gemeinsam auftreten, unterscheiden sie sich physikalisch deutlich. Jets sind durch ihre hohe Strömungsgeschwindigkeit und klare Richtung definiert – sie sind dynamisch aktiv, treiben Wasser aktiv entlang einer Achse. Filamente hingegen beschreiben schmale, langgestreckte Zonen innerhalb des Ozeans, in denen sich bestimmte Wassermassen mit ähnlichen Eigenschaften (z. B. Temperatur oder Nährstoffgehalt) eher passiv ausbreiten. Filamente können durch Jets erzeugt oder moduliert werden, sind aber keine Strömungen im engeren Sinne, sondern Ausdruck von advektiven Transportprozessen.

## Beobachtbarkeit
Ozeanische Jets sind schwer direkt zu beobachten, weil sie oft unterhalb der Auflösung klassischer Messtechnik liegen. Sie werden heute zunehmend durch hochaufgelöste Satellitendaten, autonome Plattformen (z. B. Glider) sowie numerische Simulationen erfasst und analysiert.